# Avions-X
Pour les articles homonymes, voir X-plane.

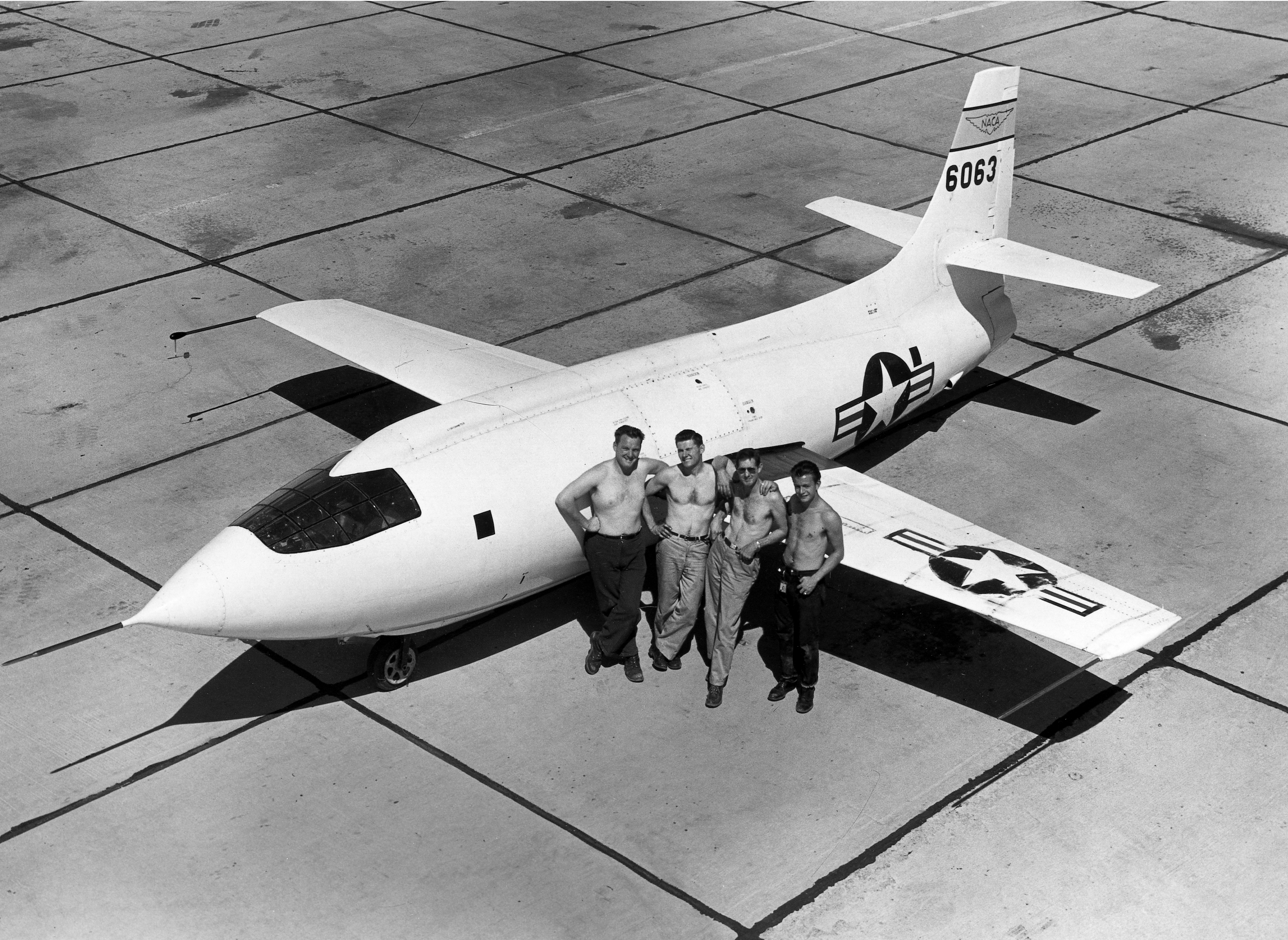
Le Bell X-1 connu pour avoir été le premier appareil à franchir le mur du son.

Les avions-X, ou X-planes en anglais, sont une série d'aéronefs expérimentaux, (avions pilotés ou non, hélicoptères et fusées) développés par les États-Unis en vue d'étudier et de développer des technologies novatrices ou de nouveaux concepts aérodynamiques. Certains de ces appareils, comme les Bell X-1 et North American X-15 ont été très médiatisés, le plus souvent pour faire valoir l'avance technologique américaine, d'autres comme le X-16 ont été entourés du plus grand secret. Le premier avion-X, le Bell X-1 fut piloté par Chuck Yeager le 19 janvier 1946,.
Certains projets ne dépassèrent pas le stade de la planche à dessin, d'autres ont été abandonnés à différentes phases de développement, d'autres encore ont donné naissance à de prolifiques séries d'aéronefs (comme dans le cas des Convair X-11 et X-12 qui ont donné la série de lanceurs et missiles balistiques intercontinentaux SM-65 Atlas).

## Désignation des appareils
La plupart des programmes « X-planes » ont été menés par le NACA, puis par la NASA à partir du 29 juillet 1958, parfois conjointement avec l'USAF. Tous les avions expérimentaux américains ne font pas partie de la série des avions-X ; avant que les États-Unis n'unifient les codes de désignation pour les trois Départements (USAF/US Navy/US Army) du ministère américain de la Défense (Department of Defense, ou DoD), certains appareils reçurent des désignations de l'US Navy, d'autres ne sont connus que sous leur nom constructeur. Pour les plus secrets (appelés « Black projects »), seul un nom de code est attribué au programme.

## La famille «X-Plane»
En 2013, la famille des « avions-X » compte 55 représentants numérotés de 1 à 59. Le X-52 n'existant pas pour éviter la confusion avec le B-52.
- 22 sont des avions pilotés.
- 14 sont des missiles, des fusées ou des appareils spatiaux.
- 4 sont des hélicoptères ou des autogires.
- 7 sont des drones.
- 4 sont des projets non aboutis.
- 4 sont des projets encore couverts par le secret défense.

## Liste des X-planes
| Nom                           | Constructeur                          | Image                        | Premier vol        | Notes |
| ----------------------------- | ------------------------------------- | ---------------------------- | ------------------ | --- |
| X-1                           | Bell Aircraft Corporation             |                              | 19 janvier 1946    | Recherches sur le vol à haute vitesse Premier appareil à franchir le mur du son en vol horizontal |
| X-2 Starbuster                | Bell                                  |                              | 18 novembre 1955   | Recherches sur le vol à haute vitesse Premier appareil à franchir Mach 3 |
| X-3 Stiletto                  | Douglas                               |                              | 15 octobre 1952    | Recherches sur le vol supersonique prolongé Structure en alliage de titane |
| X-4 Bantam                    | Northrop                              |                              | 15 décembre 1948   | Recherches sur les caractéristiques aérodynamiques d'un avion dépourvu d'empennage horizontal |
| X-5                           | Bell                                  |                              | 20 juin 1951       | Recherches sur les ailes à géométrie variable Premier aéronef doté d'un tel système (les réglages ne sont toutefois réalisables qu'au sol) |
| X-6                           | Convair                               |                              | Aucun vol          | Projet de bombardier à propulsion nucléaire |
| X-7 Flying Stove Pipe         | Lockheed                              |                              | avril 1951         | Plateforme de test de statoréacteur |
| X-8 Aerobee                   | Aerojet                               |                              | 2 décembre 1949    | Fusée sonde supersonique |
| X-9 Shrike                    | Bell                                  |                              | avril 1949         | Plateforme de développement pour le missile air-surface GAM-63 Rascal |
| X-10                          | North American                        |                              | 14 octobre 1953    | Plateforme de développement pour le missile SM-64 Navajo |
| X-11                          | Convair                               |                              | 6 novembre 1957    | Prototype du missile Atlas |
| X-12                          | Convair                               |                              | 19 juillet 1958    | Seconde série de prototypes du missile Atlas |
| X-13 Vertijet                 | Ryan                                  |                              | 10 décembre 1955   | Avion à décollage et atterrissage vertical expérimental |
| X-14                          | Bell                                  |                              | 19 février 1957    | Avion à décollage et atterrissage vertical expérimental |
| X-15                          | North American                        |                              | 8 juin 1959        | Recherches sur le vol hypersonique Premier appareil piloté capable de vols suborbitaux |
| X-16                          | Bell                                  |                              | Aucun vol          | Projet d'avion de reconnaissance à haute altitude |
| X-17                          | Lockheed                              |                              | 24 avril 1956      | Recherche sur les véhicules de rentrée atmosphérique |
| X-18                          | Hiller                                |                              | 24 novembre 1959   | ADAC/ADAV expérimental à voilure basculante |
| X-19                          | Curtiss-Wright                        |                              | novembre 1963      | ADAC/ADAV expérimental à rotors basculants |
| X-20 Dyna-Soar                | Boeing                                |                              | Aucun vol          | Projet de navette spatiale à usage militaire |
| X-21                          | Northrop                              |                              | 18 avril 1963      | Prototypes dotés d'un système d'aspiration de la couche limite en vue de réduire la traînée. |
| X-22                          | Bell                                  |                              | 17 mars 1966       | ADAC/ADAV expérimental à rotors basculants carénés |
| X-23 PRIME                    | Martin Marietta                       |                              | 21 décembre 1966   | Recherche sur la rentrée atmosphérique |
| X-24                          | Martin Marietta                       |                              | 17 avril 1969      | Série d'appareils de recherche à corps portant |
| X-25                          | Bensen (en)                           |                              | 6 décembre 1955    | Autogyre ULM |
| X-26 Frigate                  | Schweizer                             |                              |                    | Planeurs et Moto-planeurs d'entrainement et d'observation |
| X-27 Lancer                   | Lockheed                              |                              |                    | Projet de chasseur à hautes performances |
| X-28 Sea Skimmer              | Osprey Aircraft                       |                              | 12 août 1970       | Hydravion ULM |
| X-29                          | Grumman                               |                              | 14 décembre 1984   | Démonstrateur technologique à ailes en flèche inversée |
| X-30 NASP                     | Rockwell                              |                              | Aucun vol          | Projet de lanceur orbital monoétage |
| X-31                          | Rockwell-MBB                          |                              | 11 octobre 1990    | Chasseur à haute manœuvrabilité par poussée vectorielle |
| X-32                          | Boeing                                |                              | 18 septembre 2000  | Concurrent malheureux du programme JSF |
| X-33 Venture Star             | Lockheed Martin                       |                              | Aucun vol          | Maquette d'avion spatial |
| X-34                          | Orbital Sciences                      |                              | Aucun vol          | Prototype d'avion spatial |
| X-35 JSF                      | Lockheed Martin                       |                              | 24 octobre 2000    | Vainqueur du programme JSF |
| X-36                          | McDonnell Douglas                     |                              | 17 mai 1997        | Chasseur sans empennage |
| X-37 Future X                 | Boeing                                |                              | 7 avril 2006       | Prototype d'avion spatial |
| X-38                          | NASA                                  |                              | 1999               | Véhicule de rentrée orbitale à corps portant |
| X-39 (en)                     | Boeing phantom works                  |                              | Aucun vol          | Avion de technologie avancée (FATE : Future Aircraft Technology Enhancements) |
| X-40 Space Maneuvre Vehicle   | Boeing                                |                              | 11 août 1998       | Maquette Véhicule de test de rentrée (SMV=Space Maneuver Vehicle) |
| X-41 Common Aero Vehicle (en) | Inconnu                               | Spécifications non révélées  | Inconnu            | Projet de navette spatiale à usage militaire |
| X-42 (en)                     | Inconnu                               | Spécifications non révélées  | Inconnu            | Fusée militaire à carburant liquide |
| X-43 Scramjet                 | NASA                                  |                              | 2 juin 2001        | Drone hypersonique à superstatoréacteur |
| X-44 MANTA                    | Lockheed Martin                       |                              | Aucun vol          | Avion sans queue à poussée vectorielle (MANTA=Multi-Axis No-Tail Aircraft) |
| X-45                          | Boeing                                |                              | 22 mai 2002        | Prototype de drone de combat |
| X-46                          | Boeing                                |                              | Aucun vol          | Prototype de drone de combat embarqué |
| X-47                          | Grumman                               |                              | 23 février 2003    | Prototype de drone de combat embarqué |
| X-48                          | Boeing                                |                              | 20 juillet 2007    | Aile volante à fuselage intégré (BWB : Blended Wing Body) |
| X-49 Speedhawk                | Piasecki                              |                              | 29 juillet 2007    | Hélicoptère rapide avec un rotor de queue orientable "VTDP : Vectored Thrust Ducted Propeller. |
| X-50                          | Boeing                                |                              | 24 novembre 2003   | Transformation d'un rotor d'hélicoptère en aile fixe |
| X-51 Waverider                | Pratt & Whitney et Boeing             |                              | 26 mai 2010        | Drone hypersonique à superstatoréacteur |
| X-53                          | Boeing Phantom Works                  |                              | novembre 2002      | Voilure souple (AAW : Active Aeroelastic Wing) |
| X-54 (en)                     | Gulfstream Aerospace, NASA            |                              | En prévision       | Avion de ligne supersonique |
| X-55                          | Lockheed Martin Skunk Works           |                              | 2 juin 2009        | ACCA : Advanced Composite Cargo Aircraft |
| Lockheed Martin X-56          | Lockheed Martin Skunk Works           |                              | 26 juillet 2013    | Drone à haute altitude et longue endurance (HALE) pour études de suppression du couplage aéroélastique |
| X-57 Maxwell                  | ESAero                                | NASA X-57 mod 2 ground test  | Aucun vol          | Avion électrique expérimental |
| Kratos XQ-58A Valkyrie        | Kratos Defense & Security Solutions   |                              | 5 mars 2019        | |
| X-59 QueSST                   | Lockheed Martin Skunk Works, NASA     | Low-Boom Flight Demonstrator | En prévision, 2022 | Recherches sur l'atténuation du bruit lié au bang supersonique |
| Generation Orbit X-60 (en)    | Generation Orbit Launch Services (en) |                              |                    | Lanceur aéroporté suborbital |
| Dynetics X-61 (en)            | Dynetics et Kratos                    |                              | Novembre 2019      | Drone déployable et récupérable en vol du programme Gremlins de la Darpa |
| X-62 VISTA                    | Lockheed Martin et Calspan            |                              | 2021               | Avion de simulation et de tests en vol à stabilité variable. Premier vol en 1993 sous le nom de NF-16D (pour le programme MATV). Renommé X-62A lors d'une importante mise à niveau du système de recherche en 2021. Affecté à l'USAF Test Pilot School. |
| X-63                          | ABL Space Systems                     |                              |                    | Premier banc d'essai volant à tuyère aerospike basé sur le premier étage d'une fusée RS1 d'ABL, commandé par l'AFRL, |
| X-64                          | Invocon Inc.                          |                              |                    | Second banc d'essai volant à tuyère aerospike, commandé par l'AFRL. |
| X-65 CRANE                    | Aurora Flight Sciences (en) et DARPA  |                              | 2025               | Avion permettant d'étudier la faisabilité du contrôle actif des écoulements |
| Boeing X-66                   | Boeing                                |                              | 2028               | Démonstrateur de vol durable avec aile extra-longue et fine stabilisée par des entretoises. |